# Schizaphis
Schizaphis är ett släkte av insekter som beskrevs av Carl Julius Bernhard Börner 1931. Schizaphis ingår i familjen långrörsbladlöss.

## Dottertaxa tillSchizaphis, i alfabetisk ordning[1][2]
- Schizaphis agrostis
- Schizaphis arrhenatheri
- Schizaphis aurea
- Schizaphis borealis
- Schizaphis brachytarsus
- Schizaphis caricicola
- Schizaphis caricis
- Schizaphis cuprea
- Schizaphis dubia
- Schizaphis eastopi
- Schizaphis gracilis
- Schizaphis graminum
- Schizaphis holci
- Schizaphis hypersiphonata
- Schizaphis jaroslavi
- Schizaphis longicaudata
- Schizaphis longicornis
- Schizaphis longisetosa
- Schizaphis mali
- Schizaphis mehijiwae
- Schizaphis minuta
- Schizaphis muhlenbergiae
- Schizaphis nigerrima
- Schizaphis nigra
- Schizaphis palustris
- Schizaphis phlei
- Schizaphis pilipes
- Schizaphis piricola
- Schizaphis priori
- Schizaphis pyri
- Schizaphis rosazevedoi
- Schizaphis rotundiventris
- Schizaphis rufula
- Schizaphis scirpi
- Schizaphis scirpicola
- Schizaphis thunebergi
- Schizaphis wahlgreni
- Schizaphis variegata
- Schizaphis weingaertneriae
- Schizaphis werderi